# Patrick Eddie
Patrick Eddie, né le 27 décembre 1967 à Milwaukee, au Wisconsin, est un joueur américain de basket-ball, évoluant au poste de pivot.

## Palmarès
- Champion de Russie 1996
- All-Star LNB 1993